# 乔尔乔·瓦萨里
乔治·瓦萨里（Giorgio Vasari，義大利語發音：[ˈdʒordʒo vaˈzaːri]；1511年7月30日—1574年6月27日），意大利文藝復興時期画家和建筑师，以傳記《艺苑名人传》留名後世，為藝術史作品的出版先驅。

## 生平
1511年7月30日，乔尔乔·瓦萨里生于托斯卡纳的阿雷佐，早年由表兄盧卡·西諾萊利推荐，师从花窗玻璃画家古格利尔莫·达马西利亚。在16岁时由西尔维奥·帕塞里尼枢机主教送到佛罗伦萨，加入安德烈亚·德尔·萨尔托 和他的学生罗索·菲奥伦蒂诺和蓬托莫的圈子，在那里他受到人文教育。他与米开朗基罗结为朋友，受到他绘画风格的影响。1529年，他访问罗马，学习拉斐尔和文艺复兴全盛期罗马其他艺术家的作品。他终身服务于美第奇家族。1574年6月27日，乔尔乔·瓦萨里卒于佛罗伦萨，享年62岁。
他在美术史研究的建树大于他的创作，所著《艺苑名人传》长达百万言，书中第一次正式使用“文艺复兴”一词，并提出可按14、15、16世纪划分美术发展的阶段，对后来的艺术理论研究影响很大。

## 绘画

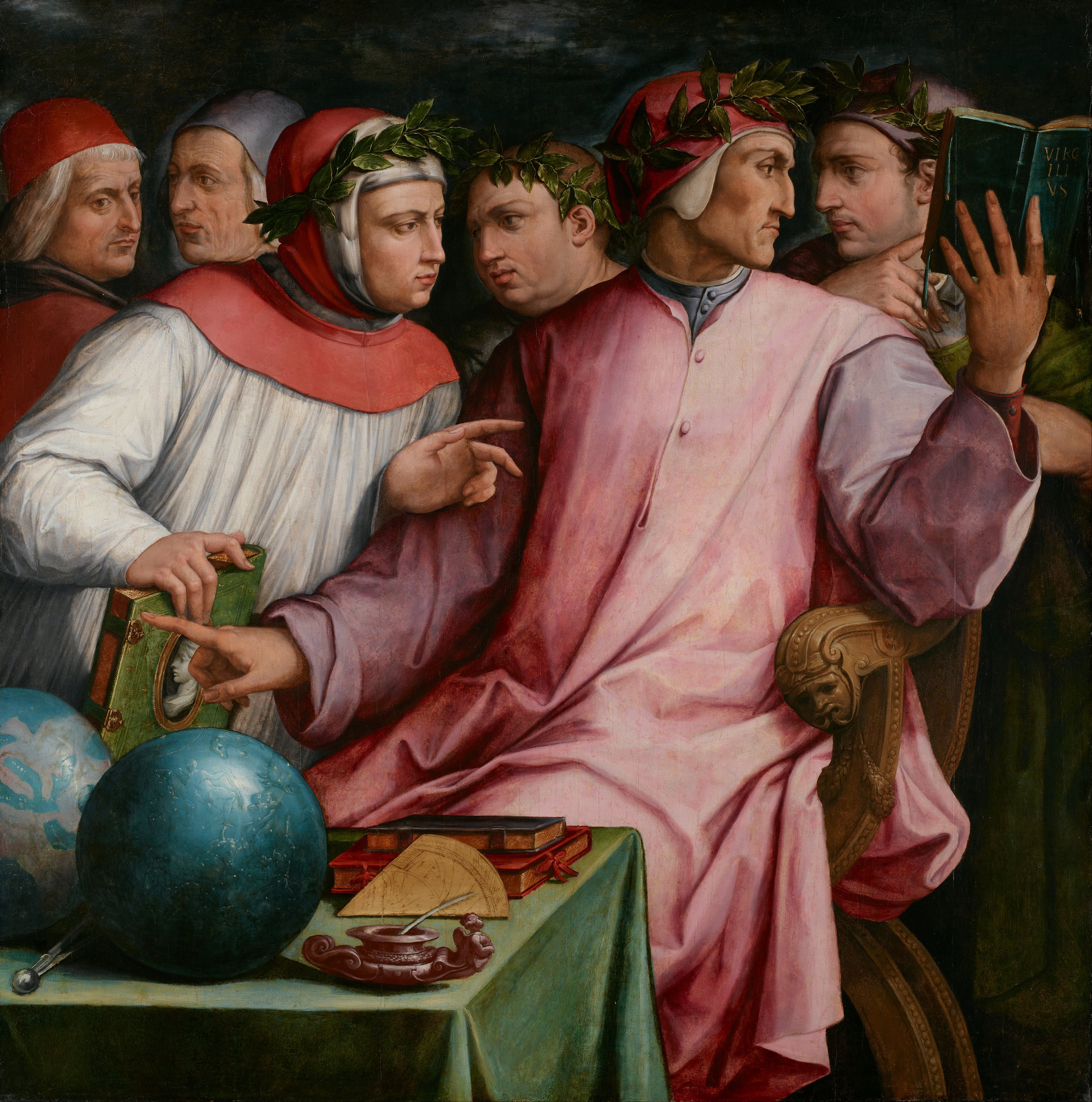
乔尔乔·瓦萨里：《六个托斯卡纳诗人》，1544。从左到右：马尔西利奥·费奇诺、克里斯托弗罗·兰迪诺、弗朗切斯科·彼特拉克、乔万尼·薄伽丘、但丁·阿利吉耶里和吉多·卡瓦尔康蒂.

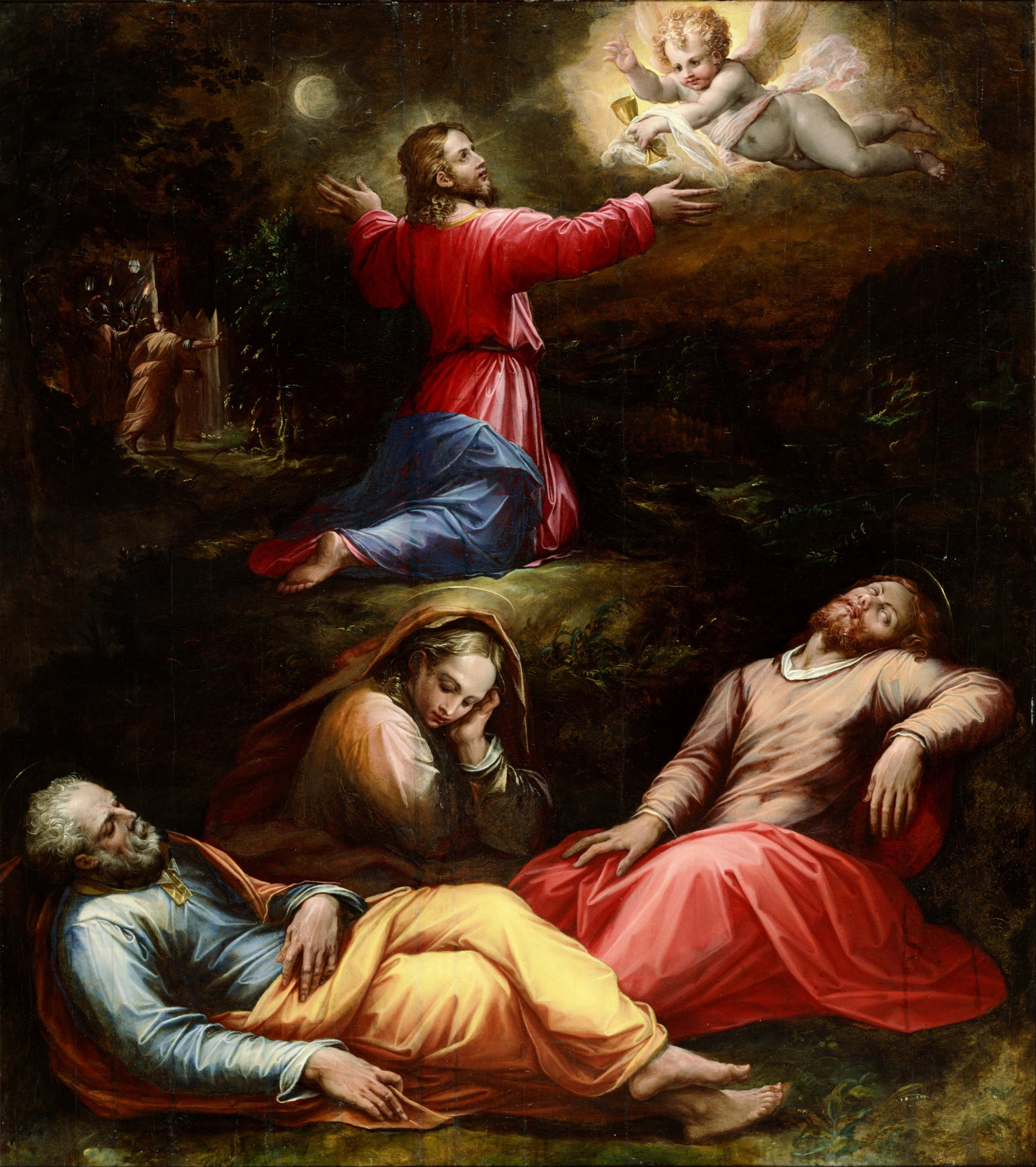
乔尔乔·瓦萨里：《客西马尼园》

他崇拜米开朗琪罗，但追求风格主义，艺术风格芜杂。存世作品甚多，大都构图挤密，动作激烈、紧张，反映了后期風格主义的特点。
瓦萨里自己的风格主义画作在他生前比身后更受人推崇。他创作了罗马的文书院宫(Palazzo della Cancelleria)大厅的湿壁画，命名为百日大厅（Sala dei Cento Giorni）。在佛罗伦萨和罗马，他一直服务于美第奇家族。他还在那不勒斯（例如在伦巴第的圣亚纳堂的瓦萨里祭衣间）、阿雷佐和其他地方工作。
他的许多画作保存至今，其中最重要的代表作是在佛罗伦萨旧宫（Palazzo Vecchio，市政厅）弗朗切斯科一世房间（Studiolo of Francesco I）的墙壁和天花板上的系列湿壁画，他和助手从1555年开始在那里工作；佛罗伦萨圣母百花圣殿主教座堂的巨大穹顶内部的湿壁画《末日审判》也由他开始创作，后来由费德里科·祖卡里完成，乔瓦尼·巴尔杜奇进行了帮助。他还帮助组织了弗朗切斯科一世房间的装饰，在旧宫重新组装。
在罗马，瓦萨里创作了梵蒂冈宗座宮国王厅（Sala Regia）的几幅湿壁画。

## 建筑
瓦萨里除了是一个画家，还是一个成功的建筑师。 1560－1574年建成的乌菲兹宫，由瓦萨里主持设计，其顶层現已辟为美术馆。乌菲兹宫濒临阿诺河的凉廊，向狭长庭院的远端开放。这是一个独特的城市规划，可以视为一条文艺复兴风格的短街，或者公共广场，周围是统一的建筑。这个凉廊连同瓦萨里走廊，是沿着阿诺河河畔，极少数向河道敞开的沿河建筑之一，似乎要融入河滨的环境。

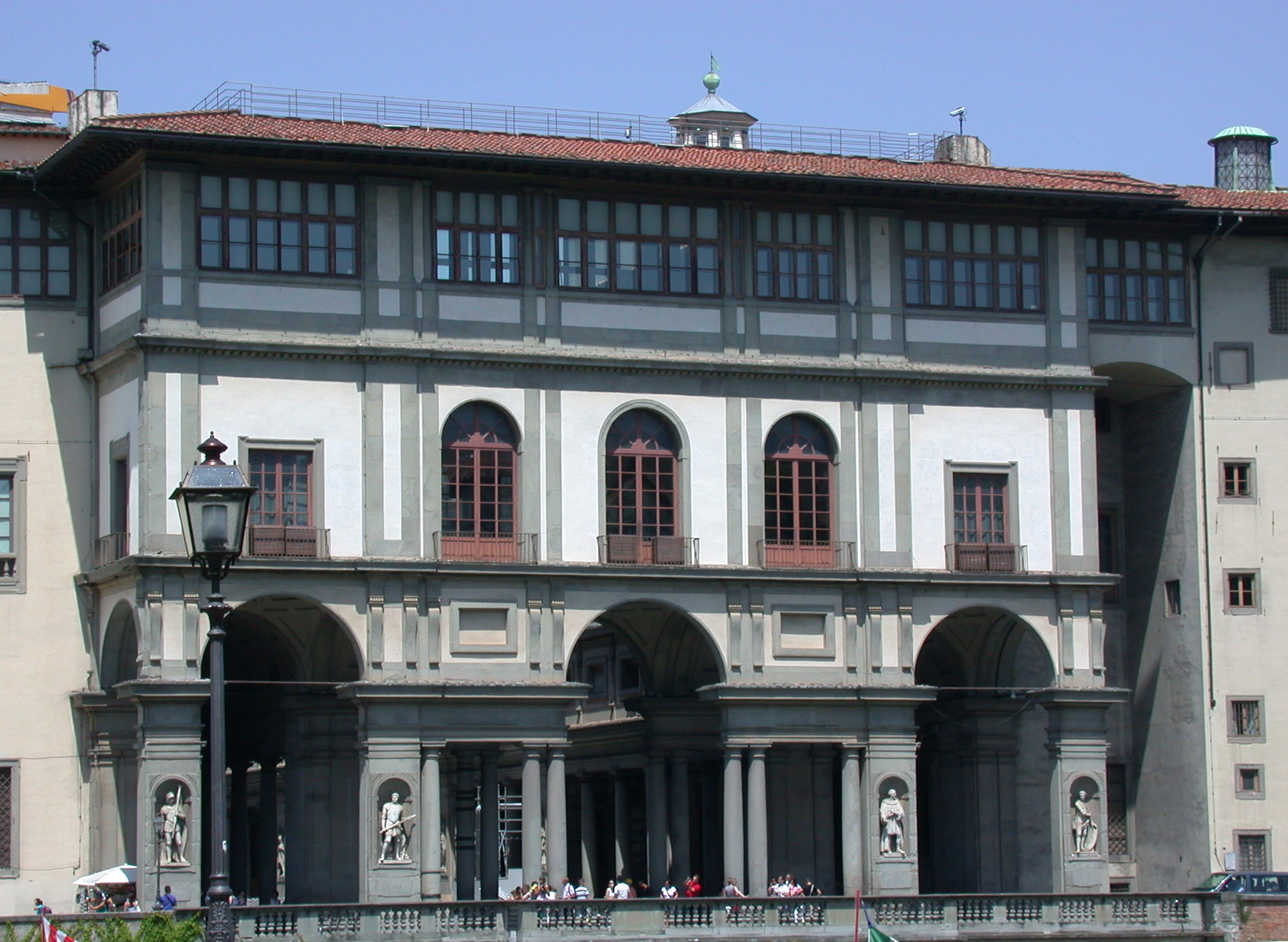
乌菲齐凉廊

在佛罗伦萨，瓦萨里还修建了这条长长的封闭通道，现在被称为瓦萨里走廊，连接了乌菲齐宫与阿诺河对岸的彼提宫（Palazzo Pitti）。封闭的走廊沿着阿诺河，穿过老桥和几座建筑物的外侧。它曾经是老市场（Mercado de Vecchio）的所在地。
他还翻修了中世纪教堂新圣母大殿（Basilica di Santa Maria Novella）和圣十字圣殿（Basilica di Santa Croce）。在这两处，他都拆除了原来的聖壇屏和阁楼，并将唱经楼改建为当时的风格主义样式。在圣十字圣殿，他负责绘制的《三博士来朝》是由庇护五世在1566年订制，完成于1567年2月。它最近被修复，2011年在罗马和那不勒斯展出。最终，计划把它送到皮埃蒙特亚历山德里亚省博斯科马伦戈的圣十字堂。
1562年，喬爾喬·瓦萨里建造了皮斯托亚圣母谦逊之母圣殿上面的八角形圆顶。
这是文艺复兴全盛期建筑的重要例子。
在罗马，瓦萨里与贾科莫·巴罗齐·达·维尼奥拉和巴托洛梅奥·安曼纳蒂合作，在儒略三世的朱莉亚别墅工作。

## 外部連結

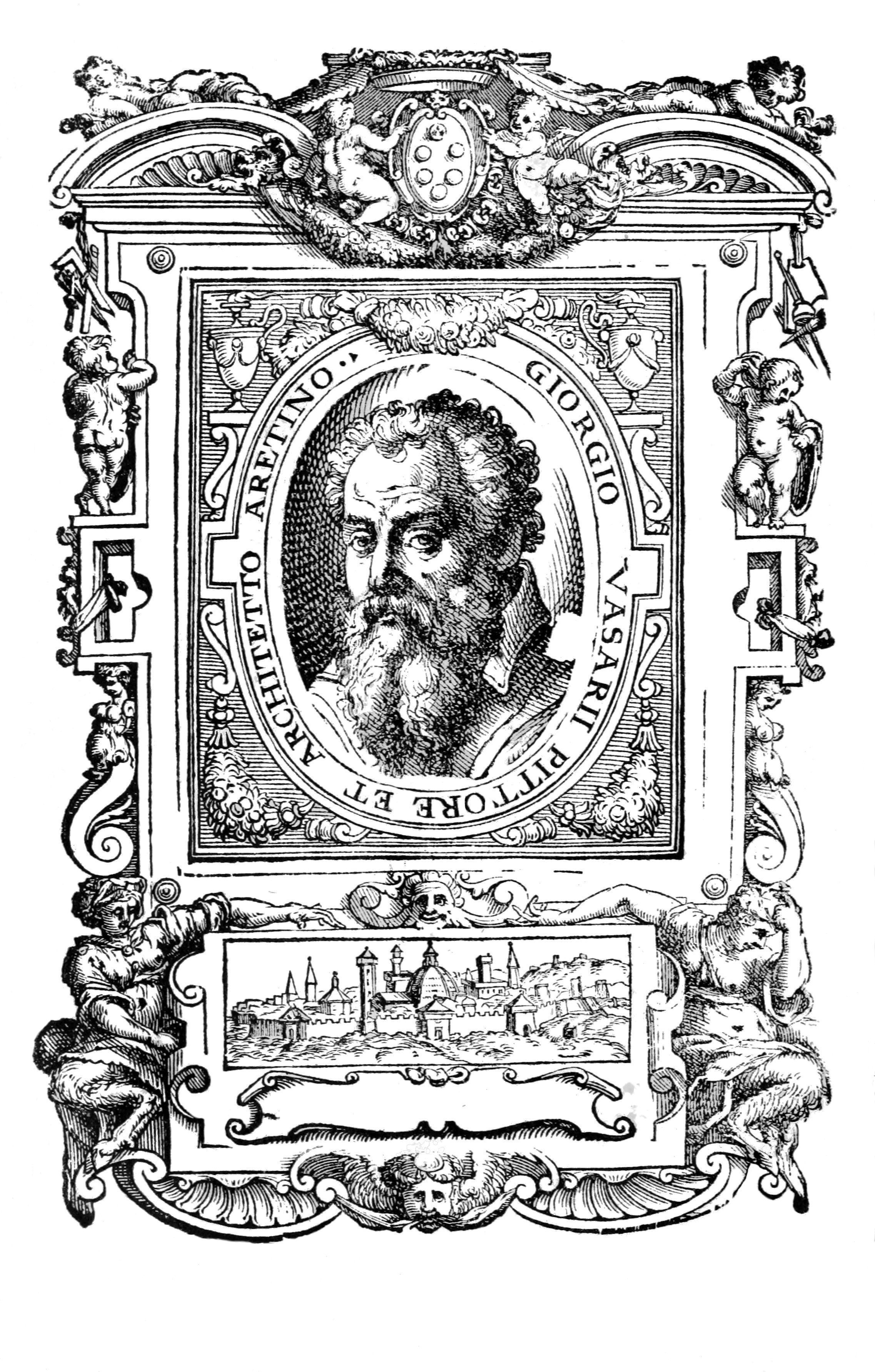
乔尔乔·瓦萨里

- Giorgio Vasari的作品  - 古騰堡計劃
- 互联网档案馆中乔尔乔·瓦萨里的作品或与之相关的作品
- 來自乔尔乔·瓦萨里的LibriVox公共領域有聲讀物
- Biography of Vasari and analysis for four major works
- Giorgio Vasari （页面存档备份，存于） – The First Art-Historian